# Banksia marginata
Banksia marginata (Cav., 1799) è una pianta appartenente alla famiglia delle Proteaceae, endemica degli stati federati di Nuovo Galles del Sud, Victoria e Tasmania, in Australia.